# 松原氏鰍
松原氏鰍為輻鰭魚綱鯉形目鰍科的其中一種，為温帶淡水魚，分布於亞洲日本淡水流域，體長可達8公分，棲息在河川中下游沙底質底層水域，生活習性不明。

## 扩展阅读
維基物種上的相關：松原氏鰍